# پیشرانه‌های رد بول
پیشرانه‌های ردبول یک شرکت توسعه، تولید و تعمیرات پیشرانه‌های فرمول یک که متعلق به شرکت اتریشی ردبول است. این شرکت در سال ۲۰۲۱ تشکیل شد تا عملیات پیشرانه‌های فرمول یک طراحی و توسعه یافته توسط هوندا را از سال ۲۰۲۲ به بعد، پس از خروج کامل سازنده ژاپنی از این ورزش پس از سال ۲۰۲۱ به عهده بگیرد.
در سال ۲۰۲۲ هوندا پیشرانه‌ها را مونتاژ می‌کند و پشتیبانی عملیاتی در کنار پیست و مسابقه را ارائه خواهد کرد، قبل از اینکه بخش پیشرانه‌های ردبول مسئولیت کامل عملیات خود را از سال ۲۰۲۳ به عهده بگیرد. پیشرانه‌ها همچنان تحت مالکیت معنوی هوندا هستند و به دلیل توقف توسعه، ردبول قدرت آنها را توسعه نخواهد داد.

## تاریخچه
در فوریه ۲۰۲۱، فناوری‌های پیشرفته ردبول قرارداد توزیع انحصاری موتورهای فرمول یک را با هوندا امضا کرد که از فصل ۲۰۲۲ شروع می‌شود، پس از اینکه خودروساز ژاپنی در پایان فصل ۲۰۲۱ فرمول یک را ترک کند. موتورها خریداری و به ردبول تغییر نام خواهند کرد. ردبول موتورهایی را برای دو تیم خود که در حال حاضر در فرمول یک رقابت می‌کنند، یعنی ردبول ریسینگ و اسکودریا آلفاتاوری، از فصل ۲۰۲۲ تامین خواهد کرد، پس از اینکه تیم فرمول یک هوندا به ردبول اجازه دهد از فناوری فرمول یک خود استفاده کند.
در ۲۳ آوریل ۲۰۲۱، استخدام بن هاجکینسون به عنوان مدیر فنی پیشرانه‌های ردبول اعلام شد. با هاجکینسون، که از سال ۲۰۱۷ رئیس مهندسی مکانیک پیشرانه‌های عملکرد بالای مرسدس آام‌گ بوده است، و به مدت ۲۰ سال در دفتر مرکزی این خودروساز در بریکس‌ورث کار کرده است، و تبدیل به اولین استخدام عمده برای بخش موتور ردبول شد. در ششم ماه بعد، ردبول از استخدام پنج کارمند ارشد بخش موتور مرسدس خبر داد که عبارتند از: استیو بلوت (که مدیر تولید برق پیشرانه ردبول خواهد بود)، امید مستقیمی (موتور اصلی، الکترونیک و بازیابی انرژی)، پیپ کلود (رئیس طراحی مکانیکی برای صنعت بازیابی انرژی)، آنتون مایو (رئیس طراحی موتور احتراق) و استیو برودی (رهبر عملیات موتورهای احتراقی).

## نتایج موتورهای فرمول یک
(کلید؛ نتایج به صورت پررنگ نشان دهنده پول پوزیشن است؛ نتایج به صورت ایتالیک نشان دهنده سریع‌ترین دور می‌باشد)
| ۲۰۲۲ | ردبول ریسینگ       | آربی۱۸ | آربی‌پی‌تی‌اچ۰۰۱ ۱٫۶ وی۶ توربو |              | بحرین | عربستان | استرالیا | ایمولا | میامی | اسپانیا | موناکو | آذربایجان | کانادا | بریتانیا | اتریش | فرانسه | مجارستان | بلژیک | هلند | ایتالیا | سنگاپور | ژاپن | آمریکا | مکزیک | سائو پ. | ابوظبی |      |       |
| ۲۰۲۲ | ردبول ریسینگ       | آربی۱۸ | آربی‌پی‌تی‌اچ۰۰۱ ۱٫۶ وی۶ توربو | سرجیو پرز    | ۱۸    | ۴       | ۲        | ۲۳     | ۴     | ۲       | ۱      | ۲         | ب.     | ۲        | ب.۵   | ۴      | ۵        | ۲     |      |         |         |      |        |       |         |        | ۳۰۴* | اول*  |
| ۲۰۲۲ | ردبول ریسینگ       | آربی۱۸ | آربی‌پی‌تی‌اچ۰۰۱ ۱٫۶ وی۶ توربو | ماکس فرستاپن | ۱۹    | ۱       | ب.       | ۱      | ۱     | ۱       | ۳      | ۱         | ۱      | ۷        | ۲۱    | ۱      | ۱        | ۱     | ۱    | ۱       | ۷       | ۱    | ۱      | ۱     | ۶۴      | ۱      | ۳۰۴* | اول*  |
| ۲۰۲۲ | اسکودریا آلفاتاوری | ای‌تی۰۳ | آربی‌پی‌تی‌اچ۰۰۱ ۱٫۶ وی۶ توربو | پیر گاسلی    | ب.    | ۸       | ۹        | ۱۲     | ب.    | ۱۴      | ۱۱     | ۵         | ۱۴     | ب.       | ۱۵    | ۱۲     | ۱۲       | ۹     |      |         |         |      |        |       |         |        | ۲۷*  | هفتم* |
| ۲۰۲۲ | اسکودریا آلفاتاوری | ای‌تی۰۳ | آربی‌پی‌تی‌اچ۰۰۱ ۱٫۶ وی۶ توربو | یوکی سونودا  | ۸     | ع.ش.    | ۱۵       | ۷      | ۱۲    | ۱۰      | ۱۷     | ۱۳        | ب.     | ۱۴       | ۱۶    | ب.     | ۱۹       | ۱۳    |      |         |         |      |        |       |         |        | ۲۷*  | هفتم* |

- * – فصل هنوز در جریان است.
- † – راننده گراند پری را به پایان نرسانده‌است، اما از آنجا که بیش از ۹۰٪ از مسافت مسابقه را طی کرده‌است، در رده‌بندی قرار گرفته‌است.